# ژروم ژیلبر
ژروم ژیلبر (انگلیسی: Jérôme Gilbert؛ زادهٔ ۲۲ ژانویهٔ ۱۹۸۴) دوچرخه‌سوار اهل بلژیک است.
از باشگاه‌هایی که در آن بازی کرده‌است می‌توان به وانتی–گروپ گوبر و ورانداس ویلمز–کرلان اشاره کرد.